# Jewgeni Rymarew
Jewgeni Wladimirowitsch Rymarew (russisch Евгений Владимирович Рымарев; * 9. September 1988 in Ust-Kamenogorsk, Kasachische SSR, Sowjetunion) ist ein kasachischer Eishockeyspieler, der seit 2020 beim HK Jugra Chanty-Mansijsk in der Wysschaja Hockey-Liga unter Vertrag steht.

## Karriere
Jewgeni Rymarew begann seine Karriere als Eishockeyspieler in der Nachwuchsabteilung von Kaszink-Torpedo Ust-Kamenogorsk, für dessen zweite Mannschaft er von 2004 bis 2007 in der Perwaja Liga, der dritten russischen Spielklasse, aktiv war. Anschließend gab er in der Saison 2007/08 sein Debüt für die Profimannschaft Torpedos in der zweitklassigen Wysschaja Liga, während er für die zweite Mannschaft parallel in der Perwaja Liga und der Kasachischen Meisterschaft auflief. Mit dem Profiteam gewann der Linksschütze den Kasachischen Pokal und erreichte auf europäischer Ebene den dritten Platz im IIHF Continental Cup.
Im Sommer 2008 wurde Rymarew von Barys Astana aus der neu gegründeten Kontinentalen Hockey-Liga verpflichtet, für das er in vier Spielzeiten in 121 Spielen neun Tore erzielte und zwölf Vorlagen gab. 2012 kehrte er zu seinem Stammverein zurück, für den er nunmehr in der Wysschaja Hockey-Liga spielte. In der Spielzeit 2012/13 erreichte er die beste Plus/Minus-Bilanz der Liga. 2014 startete er einen neuen Anlauf bei Barys Astana in der KHL, kehrte aber bereits im November des Jahres nach Ust-Kamenogorsk zurück, ehe er im Dezember 2014 zum HK Saryarka Karaganda wechselte, für den er bis zum Ende der Saison 2014/15 in der Wysschaja Hockey-Liga auf dem Eis stand. Anschließend kehrte Rymarew zu Barys in der KHL zurück und wird parallel auch bei Torpedo Ust-Kamenogorsk in der WysHL eingesetzt. Seit 2017 spielte er ausschließlich für Torpedo Ust-Kamenogorsk. 2020 wechselte er zum Ligakonkurrenten HK Jugra Chanty-Mansijsk, mit dem er 2021 den Bratina-Pokal gewann.

### International
Für Kasachstan nahm Rymarew im Juniorenbereich an den U18-Weltmeisterschaften der Division I 2005 und 2006, als er als Torschützenkönig auch zum besten Stürmer des Turniers gewählt wurde, sowie der U20-Weltmeisterschaft der Division I 2007 und der U20-Weltmeisterschaft der Top-Division 2008, als er gemeinsam mit dem US-Amerikaner Colin Wilson Torschützenkönig des Turniers wurde, teil. Außerdem spielte er für Kasachstan bei der Winter-Universiade 2013 und belegte mit seiner Mannschaft dort den zweiten Platz hinter Russland.
Im Seniorenbereich stand er im Aufgebot seines Landes bei den Weltmeisterschaften der Division I 2009, als er gemeinsam mit dem Japaner Takeshi Saitō und dem Slowenen Mitja Šivic Torschützenkönig des Turniers wurde, 2015, als er – gemeinsam mit seinen Landsleuten Jewgeni Rymarew, Kevin Dallman, Wadim Krasnoslobodzew und Konstantin Rudenko sowie dem Ungarn Andrew Sarauer – Topscorer des Turniers wurde, 2018 und 2019 sowie der Top-Division 2010, 2012, 2014, 2016 und 2019, als die Kasachen mit dem zehnten Platz ihr bisher bestes Ergebnis der WM-Geschichte erreichten. Zudem vertrat er seine Farben bei den Qualifikationsturnieren zu den Olympischen Winterspielen 2010 in Vancouver, 2018 in Pyeongchang und 2022 in Peking. Die Winter-Asienspiele 2011, konnte er mit seiner Mannschaft gewinnen.

## Erfolge und Auszeichnungen
- 2008 Kasachischer Pokalsieger mit Kaszink-Torpedo Ust-Kamenogorsk
- 2008 3. Platz beim IIHF Continental Cup mit Kaszink-Torpedo Ust-Kamenogorsk
- 2013 Beste Plus/Minus-Bilanz der Wysschaja Hockey-Liga
- 2021 Gewinn des Bratina-Pokals der Wysschaja Hockey-Liga mit dem HK Jugra Chanty-Mansijsk

### International
- 2006 Bester Torschütze der U18-Junioren-Weltmeisterschaft der Division I, Gruppe A
- 2006 Bester Angreifer der U18-Junioren-Weltmeisterschaft der Division I, Gruppe A
- 2007 Aufstieg in die Top-Division bei der U20-Junioren-Weltmeisterschaft der Division I, Gruppe B
- 2008 Bester Torschütze der U20-Junioren-Weltmeisterschaft
- 2009 Aufstieg in die Top Division bei der Weltmeisterschaft der Division I, Gruppe A
- 2009 Torschützenkönig bei der Weltmeisterschaft der Division I, Gruppe A
- 2011 Goldmedaille bei den Winter-Asienspielen
- 2013 Silbermedaille bei der Winter-Universiade 2013
- 2015 Aufstieg in die Top-Division bei der Weltmeisterschaft der Division I, Gruppe A
- 2015 Topscorer bei der Weltmeisterschaft der Division I, Gruppe A
- 2019 Aufstieg in die Top-Division bei der Weltmeisterschaft der Division I, Gruppe A

## KHL-Statistik
(Stand: Ende der Saison 2016/17)